# 妹尾紗香
妹尾 紗香（せお さやか、2004年3月20日 - ）は、日本の女子バレーボール選手である。

## 来歴
愛媛県松山市出身。母と姉の影響で小学3年生からバレーボールを始める。
松山東雲高等学校を経て、2021/22シーズン、V.LEAGUE DIVISION1 WOMEN（V1女子）に所属する岡山シーガルズの内定選手となった。
2022年、高校卒業後に、岡山シーガルズに入団した。入団1シーズン目となる2022/23シーズン、2022年11月27日にV1女子のトヨタ車体クインシーズ戦に出場し、Vリーグデビューを果たした。

## 所属チーム
- 松山東雲高等学校（2019-2022年）
- 岡山シーガルズ（2022年-）